# Hausen am Tann
Hausen am Tann település Németországban, azon belül Baden-Württembergben. Lakosainak száma 492 fő (2023. december 31.). Hausen am Tann Balingen, Meßstetten, Ratshausen, Dotternhausen és Obernheim községekkel határos.

## Népesség
A település népessége az elmúlt években az alábbi módon változott:
| Lakosok száma | 367  | 344  | 385  | 397  | 405  | 498  | 517  | 504  | 480  | 492  |
|               | 1961 | 1967 | 1974 | 1980 | 1987 | 1993 | 2000 | 2006 | 2013 | 2023 |